# 陳功鰲

陳功鰲牧徽

陳功鰲（1964年9月21日—），聖名若瑟，南充教區第四任正權主教。同獲中國政府和教廷承認。
四川廣安人，1988年畢業於四川天主教神哲學院，1990年8月由其前任黃渥澤主教祝聖為神父。現任四川省天主教教務委員會副主席兼秘書長、四川天主教神哲學院院長、南充市天主教愛國會主席等職。2010年3月2日選舉為南充教區第四任主教。2012年4月20日晉牧。